# Tropischer Wirbelsturm

Schematischer Querschnitt durch einen tropischen Wirbelsturm

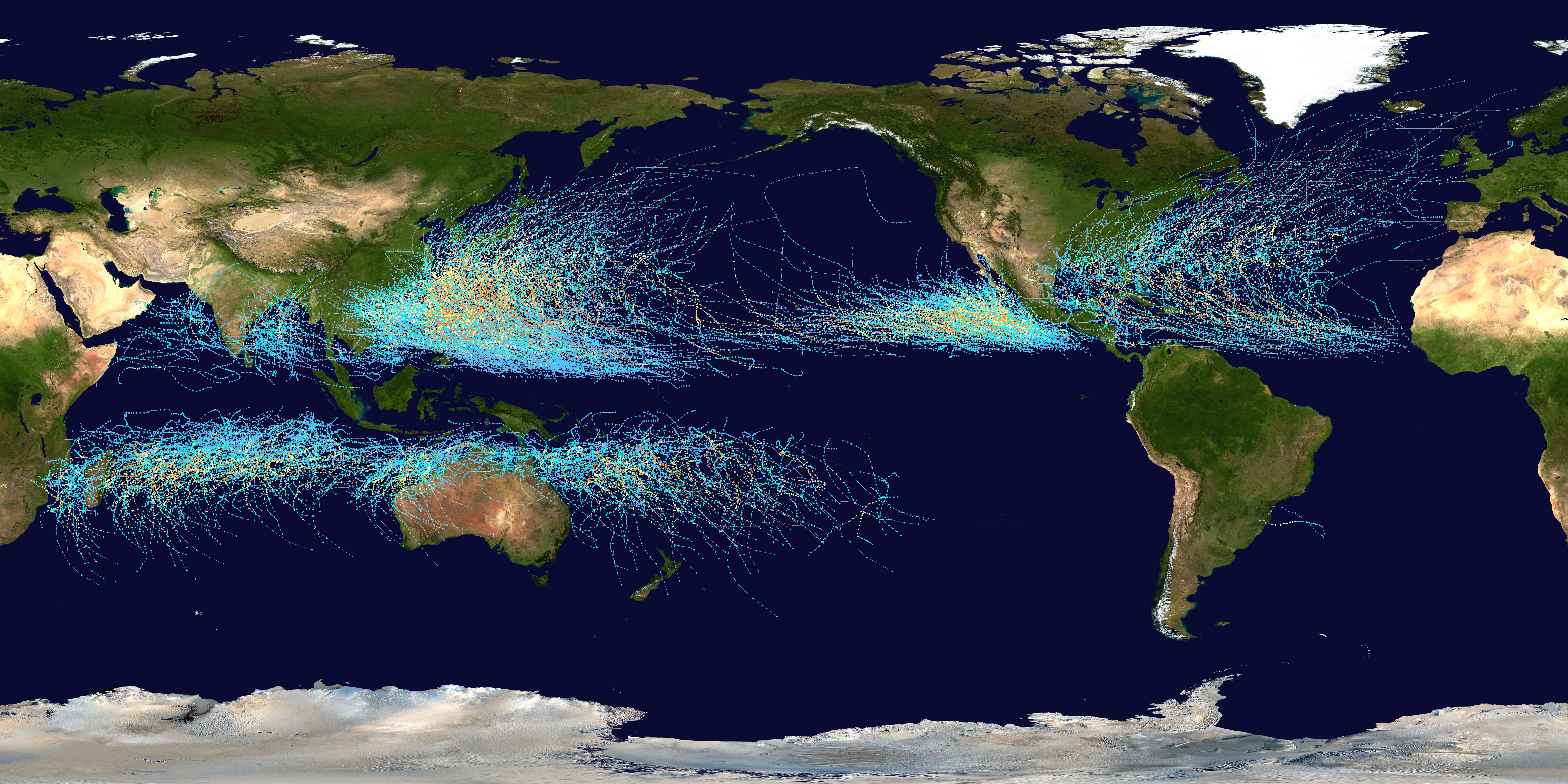
Die Verlaufsbahnen der tropischen Wirbelstürme von 1985 bis 2005

Ein tropischer Wirbelsturm ist ein Tiefdrucksystem mit organisierter Konvektion, schweren Gewittern und einer geschlossenen Bodenwindzirkulation um das Zentrum. Tropische Wirbelstürme entstehen, wie der Name es sagt, für gewöhnlich nur in den Tropen oder Subtropen. Aufgrund der Corioliskraft rotieren sie dabei zyklonal. Das heißt, auf der Südhalbkugel drehen tropische Wirbelstürme im Uhrzeigersinn und auf der Nordhalbkugel entgegen dem Uhrzeigersinn. Diese Rotation ist zugleich Ursache der typischen, spiralförmig angeordneten Wolkenbänder solcher Stürme. Die Windgeschwindigkeit eines tropischen Wirbelsturms kann über 300 km/h erreichen. Die Fortbewegungsgeschwindigkeit des Tiefdrucksystems beträgt jedoch lediglich 15–30 km/h.
Tropische Wirbelstürme können sich im Durchmesser hunderte Kilometer ausdehnen. Sie bestehen über See meist einige Tage bis zwei Wochen. Wenn sie auf Land treffen, können sie auf tausenden von Quadratkilometern katastrophale Schäden anrichten.

## Benennung

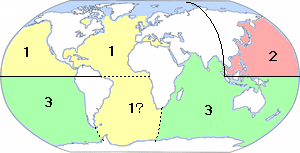
Namen der tropischen Wirbelstürme in den verschiedenen Regionen: 1) Hurrikan (Orkan) 2) Taifun 3) Zyklon

Tropische Wirbelstürme mit einer Windgeschwindigkeit, die einem Orkan entspricht – Windstärke 12 auf der Beaufortskala (das entspricht mehr als 64 Knoten oder 118 km/h) –, tragen je nach ihrem Entstehungsgebiet unterschiedliche Bezeichnungen:

### Tropensturm
Als Tropensturm werden Winde mit einer Geschwindigkeit von 17 m/s bezeichnet. Ab diesem Wert erhalten sie offiziell einen Namen.

### Hurrikan
Als Hurrikane werden tropische Wirbelstürme im Atlantik, Nordpazifik östlich von 180° Länge und im Südpazifik östlich von 160° Ost, im Karibischen Meer und im Golf von Mexiko bezeichnet, wenn sie eine maximale Mittelwindstärke von über 64 Knoten erreichen. Auf dem Mittelmeer werden gelegentlich Stürme beobachtet, die tropischen Wirbelstürmen ähneln. Ein solcher Sturm wird auch Medicane genannt, eine Kombination aus den Ausdrücken Mediterranean Sea (englisch für Mittelmeer) und Hurricane (englisch für Hurrikan).
Die Einstufung eines Hurrikans in verschiedene Stärken erfolgt über die Saffir-Simpson-Hurrikan-Windskala, die offiziell allerdings nur für den Atlantik sowie den Nordpazifik östlich der Datumsgrenze gilt.

### Taifun
Als Taifune werden tropische Wirbelstürme in Ost- und Südostasien sowie im nordwestlichen Teil des Pazifischen Ozeans, westlich der internationalen Datumsgrenze und nördlich des Äquators bezeichnet.

### Zyklon
Als Zyklone werden tropische Wirbelstürme im ganzen Indischen Ozean und im südlichen Pazifischen Ozean bezeichnet.
Im Indischen Ozean ereignen sich als Zyklone bezeichnete tropische Wirbelstürme sowohl nördlich (im Golf von Bengalen und im Arabischen Meer) als auch südlich des Äquators (im Bereich von Mauritius, La Réunion, Madagaskar und der afrikanischen Ostküste sowie in der Region der australischen Westküste).
Im Pazifischen Ozean werden ausschließlich die südlich des Äquators und westlich von 160° Ost vorkommenden tropischen Wirbelstürme als Zyklone bezeichnet. Im Gegensatz zum Nordpazifik verlaufen die Bahnen der tropischen Wirbelstürme, die im Südpazifik entstehen, fast ausschließlich westlich von 160° Ost (durch Polynesien, Melanesien, die Korallensee, den Golf von Carpentaria und die Arafurasee).

## Entstehung

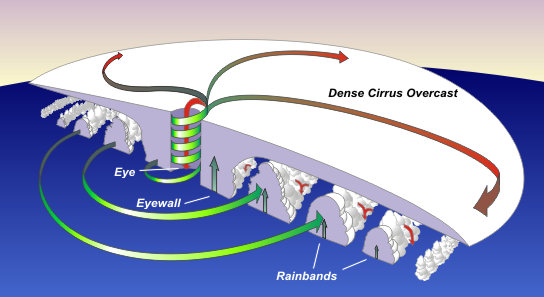
Schematischer Aufbau eines tropischen Wirbelsturms

Vor allem im Spätsommer und Herbst verdunsten von der Meeresoberfläche große Wassermengen, die mit der warmen Luft aufsteigen. Sie beginnen sich aufgrund der Corioliskraft zu drehen – ein riesiger Wirbel entsteht. In dessen Mitte befindet sich das „Auge“, eine weitgehend windfreie, niederschlagsfreie und wolkenarme Zone im Zentrum des Hurrikans. Der Durchzug des Auges wurde früher oft mit dem Ende des Sturms verwechselt; Menschen, die sich währenddessen ins Freie begaben, wurden häufig vom erneut und schnell einsetzenden Sturm überrascht.
Direkt um das Auge liegt die „Eyewall“ (dt. „Augenwand“), die aus hochreichenden Wolken besteht und in der im Allgemeinen die höchsten Windgeschwindigkeiten auftreten. Die Windrichtung in der Eyewall wird durch die Zentrifugalkraft beeinflusst (Gradientwind). In starken Hurrikanen können sich mehrere Eyewalls ausbilden. Unter Umständen kann eine äußere Eyewall die innere Eyewall ersetzen. Man spricht in diesem Zusammenhang von einer „zyklischen Eyewall-Neubildung“ (englisch: eyewall replacement cycle).
Erreicht ein tropischer Wirbelsturm die Küste und gelangt über Land, wird der Wirbel schwächer, weil der Nachschub an feuchtwarmer Luft fehlt.

### Entwicklungsbedingungen
Reibung und LuftfeuchtigkeitTropische Wirbelstürme bilden sich nur über großen Wasseroberflächen, da hier die Reibung wesentlich niedriger ist als an Land und die Luftfeuchtigkeit groß genug ist. Die Luftfeuchtigkeit spielt eine wesentliche Rolle bei der Entstehung der Wirbelstürme, da in ihr die Verdampfungsenthalpie des Wassers enthalten ist. Diese wird dem Ozean beim Verdunsten langsam entzogen und bei der Kondensation schnell wieder abgegeben. Die bei der Kondensation der Luftfeuchtigkeit freiwerdende Kondensationsenthalpie treibt einen tropischen Wirbelsturm hauptsächlich an. Eine wichtige Voraussetzung für einen Tropischen Wirbelsturm ist eine hohe Luftfeuchtigkeit vor allem in der mittleren Troposphäre.
MeeresoberflächentemperaturDie Oberflächentemperatur des Wassers muss nach bisheriger Lehrmeinung mindestens 26 °C bis zu einer Tiefe von 50 m betragen. Es kommt aber auf den Temperaturunterschied zwischen dem Wasser und der Luft in höheren Schichten an. Ist die Luft oben kälter, können auch schon Wassertemperaturen von 20 bis 24 Grad für die Sturmbildung ausreichen.
Geringe WindscherungDie Windscherung zwischen verschiedenen Luftschichten darf nicht zu groß sein, da sich andernfalls kein Wirbel ausbilden kann.
Atmosphärische StörungWichtig für die Entstehung eines Tropischen Wirbelsturms ist eine anfängliche atmosphärische Störung.

### Entstehungsorte

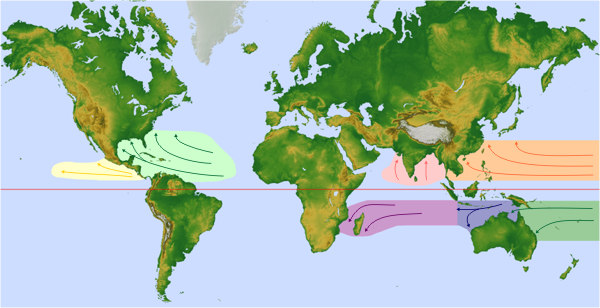
Entstehungsgebiete und Zugbahnen von tropischen Wirbelstürmen

Die meisten tropischen Wirbelstürme entstehen wegen der günstigen Wassertemperaturen innerhalb einer Zone, die um den Äquator zwischen dem südlichen und dem nördlichen 30. Breitengrad liegt. Da die Corioliskraft, die ablenkende Kraft der Erdrotation, erst ab 5 Grad nördlicher und südlicher Breite stark genug ist, um eine Drehbewegung der Zyklone einzuleiten, ist das Äquatorgebiet selbst als Entstehungszone für tropische Wirbelstürme nahezu ausgeschlossen, was jedoch nicht heißen muss, dass sie dort nicht vorkommen. In diesen Zonen zwischen nördlichen und südlichen 5. und 30. Breitengrad entstehen die meisten tropischen Wirbelstürme aus Wellenstörungen in der Passatströmung, den „Easterly Waves“. Außerdem wird das Entstehen eines tropischen Wirbelsturms noch durch die innertropische Konvergenzzone (ITC) zusätzlich unterstützt: Die ITC sorgt für aufsteigende Luftmassen und starke Konvektion, weil hier oberflächennah die beiden Passatwinde aufeinanderstoßen (Konvergenz). In ca. 12–15 km Höhe streben die Luftmassen nach dem Aufsteigen wieder auseinander (Höhendivergenz).

#### Allgemein
Traditionell werden sieben Verbreitungsgebiete unterschieden:
- Nordwestlicher Pazifischer Ozean:
Die tropischen Wirbelstürme in der Region westlich der Datumsgrenze und nördlich des Äquators nennt man Taifune. Taifune haben oft Auswirkungen auf China, Japan, Südkorea, Hongkong, die Philippinen und Taiwan, Vietnam und Teile Indonesiens. Hinzu kommen zahlreiche Inseln Ozeaniens. Dieses Becken ist das aktivste, ein Drittel der weltweit verzeichneten tropischen Wirbelstürme tritt hier auf. An keiner anderen Küste weltweit gelangen mehr tropische Wirbelstürme an Land als in der Volksrepublik China,[3] an zweiter Stelle liegen die Philippinen mit 6–7 tropischen Stürmen jährlich.[4]
- Nordöstlicher Pazifischer Ozean:
Dieses Becken, nördlich des Äquators und östlich der Datumsgrenze, ist das zweitaktivste. Die Stürme werden hier Hurrikane genannt und haben oft Auswirkungen auf den Westen Mexikos und seltener auf Kalifornien oder den nordwestlichen Teil Zentralamerikas. In der Datenbank ist kein Hurrikan erfasst, der im US-Bundesstaat Kalifornien das Festland erreichte. Historische Aufzeichnungen berichten jedoch davon, dass 1858 ein Sturm in der Stadt San Diego Winde von mehr als 65 Knoten verursachte. Der genaue Verlauf dieses minimalen Hurrikans ist jedoch unbekannt.[5] 1939, 1976 und 1997 wurden in Kalifornien jedoch Winde in Orkanstärke gemessen.[5]
- Nördlicher Atlantischer Ozean:
Diese Region besteht aus dem nördlichen Atlantischen Ozean, dem Karibischen Meer und dem Golf von Mexiko. Die Anzahl der Wirbelstürme in diesem Gebiet schwankt zwischen einem und mehr als zwanzig Stürmen jährlich; durchschnittlich bilden sich etwa zehn Stürme pro Jahr.[6] Von diesen Stürmen sind hauptsächlich die Ostküste der Vereinigten Staaten, die Golfküste der Vereinigten Staaten, Mexiko, Zentralamerika, die Karibischen Inseln und Bermuda betroffen. Venezuela, die Atlantikprovinzen Kanadas und die Makaronesischen Inseln liegen gelegentlich in der Zugbahn der Stürme. Nach derzeitigem Kenntnisstand ist dabei langfristig die Position des Azorenhochs entscheidend. Bei der gegenwärtigen Position, die das Azorenhoch seit 1000 BP und zuvor zwischen den Jahren 5000 und 3400 innehatte, erreichen Hurrikane sowohl die Atlantik- als auch die Golfküste. Zwischen 3400 und 1000 moderner Zeitrechnung lag das Azorenhoch weiter südwestlich, etwa über den Bermudas, und lenkte daher deutlich mehr Hurrikane in den Golf von Mexiko. Paläotempestologische Untersuchung zeigten, dass während dieser Zeit 3- bis 5-mal mehr Hurrikane die Golfküste erreichten, jedoch nur halb so viele die Atlantikküste.[7][8] Die meisten der intensiveren Hurrikane sind sogenannte Kapverdische Hurrikane, die sich vor der westafrikanischen Küste bei den Kapverden bilden. Seltener entwickeln sich Hurrikane zu außertropischen Systemen, die den Westen Europas erreichen, etwa Hurrikan Gordon, der Auswirkungen auf die Iberische Halbinsel und Großbritannien hatte.[9] Ähnlich selten wie in Kalifornien sind tropische Wirbelstürme in Spanien. Aus den letzten zweihundert Jahren sind nur zwei tropische Wirbelsturmsysteme bekannt, die als solche die iberische Halbinsel erreichten: Hurrikan Vince während der Saison 2005 und ein Hurrikan aus dem Jahr 1842.
- Nördlicher Indischer Ozean:
In diesem Becken bilden sich die Stürme, hier Zyklon genannt, in zwei Gebieten, dem Golf von Bengalen und dem Arabischen Meer, wobei im Golf von Bengalen eine fünf- bis sechsfach höhere Aktivität besteht. In diesem Becken hat die Saison zwei Höhepunkte: im April und Mai, bevor der Monsun einsetzt und dann nochmals im Oktober und November, direkt danach.[10] Die Wirbelstürme mit den meisten Todesopfern haben hier gewütet, etwa der Zyklon in Ostpakistan 1970, durch den mehr wohl 300.000–500.000 Menschen starben. Zyklone betreffen in diesem Becken vor allem Indien, Bangladesch, Sri Lanka, Thailand, Myanmar und Pakistan. Gelegentlich trifft ein Zyklon jedoch auch die Arabische Halbinsel.
- Südwestlicher Pazifischer Ozean:
Die tropische Aktivität in diesem Gebiet betrifft vor allem Australien und Ozeanien. Tropische Stürme erreichen Brisbane und Neuseeland eher selten, normalerweise während oder nach der Transition in ein außertropisches System.[11]
- Südöstlicher Indischer Ozean:
In dieser Region wirkt sich die tropische Wirbelsturmaktivität hauptsächlich auf Australien und Indonesien aus. Die Stürme, die hier als Zyklon bezeichnet werden, treffen meistens auf die australische Nordküste zwischen Exmouth und Broome in Western Australia.[12]
- Südwestlicher Indischer Ozean:
Obwohl in diesem Gebiet Daten aus fast einem halben Jahrhundert vorliegen, wurde die Zyklonforschung in diesem Bereich erst 1999 zur Priorität, als Météo-France in La Reunion zusätzliches Forschungspersonal stationierte. Zyklone in diesem Gebiet wirken sich auf Madagaskar, Mosambik, Mauritius, Réunion, die Komoren, Tansania und Kenia aus.[13]

#### Südatlantik, östlicher Südpazifik
Im südlichen Atlantik und im südöstlichen Pazifik gibt es sehr selten tropische Wirbelstürme, da hier die kalten Meeresströmungen Benguela- und Humboldtstrom die tropischen Ozeane deutlich abkühlen, sodass die erforderliche Wassertemperatur von mindestens 26 °C selten erreicht wird. Dazu kommen über dem Südatlantik oft starke und damit ungünstige Höhenwinde. Am 26. März 2004 wurde vor Brasilien mit Zyklon Catarina der bislang einzige bekannte tropische Wirbelsturm des Südatlantiks beobachtet, dessen andauernde Windgeschwindigkeiten Hurrikanstärke erreichten. Aus früheren Jahren sind zwar einige weitere tropische Stürme bekannt, diese erreichten jedoch nicht Windgeschwindigkeiten von mehr als 63 km/h.

#### Mittelmeer
Schon mehrfach traten im Mittelmeerraum hurrikanähnliche Tiefs auf, sogar die Ausbildung eines Auges wurde bei einzelnen Systemen beobachtet. Im November 2011 stufte erstmals auch der amerikanische Wetterdienst (NOAA) ein Mittelmeertief als Tropischen Sturm ein. Es bekam die Bezeichnung 01M. Einen konventionellen Hurrikan-Namen bekam es dagegen nicht, da die Zuständigkeiten für das Mittelmeer bisher nicht geklärt sind.

### Entwicklungsstadien

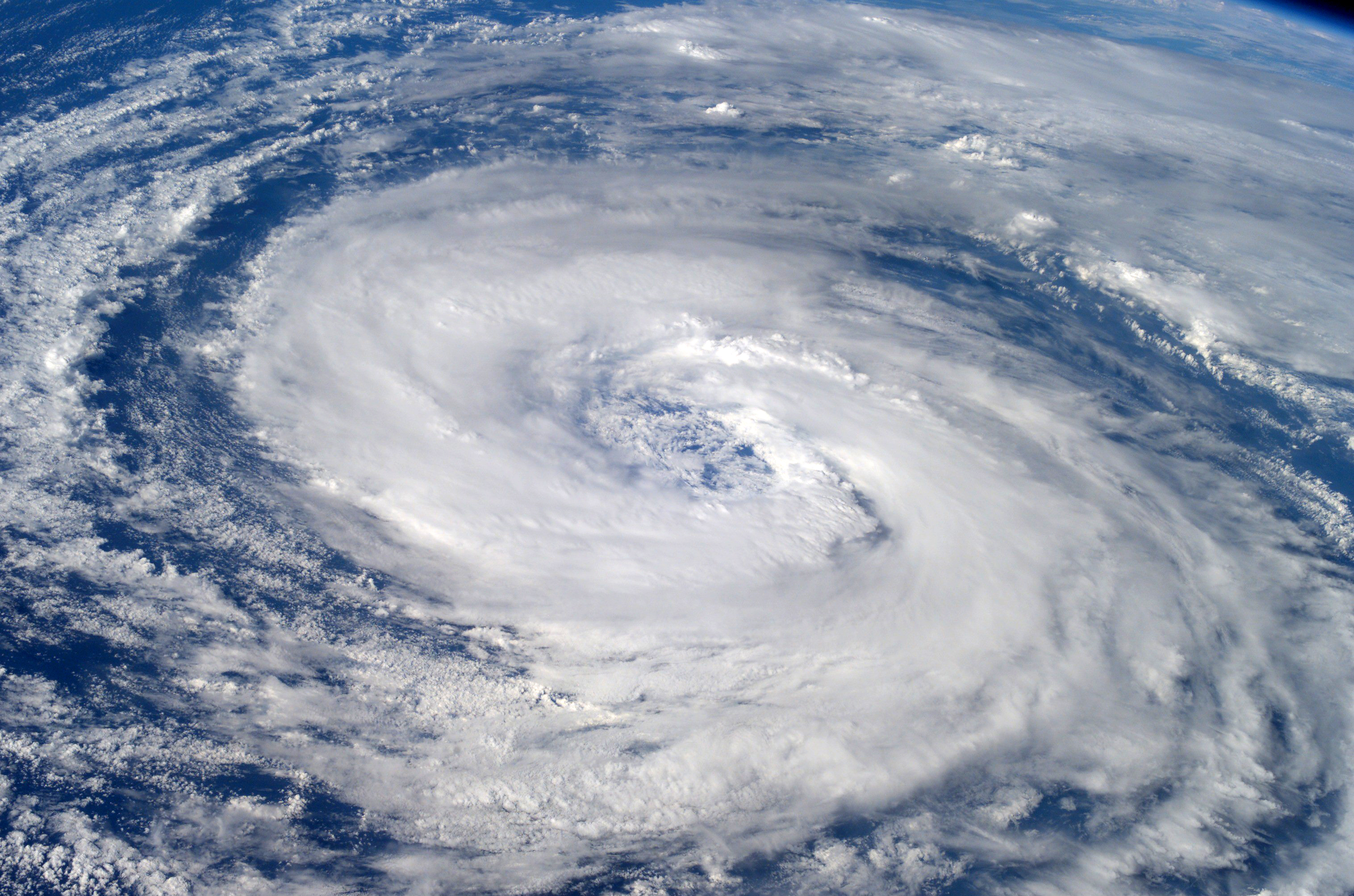
Der tropische Wirbelsturm Epsilon über dem Atlantik am 3. Dezember 2005

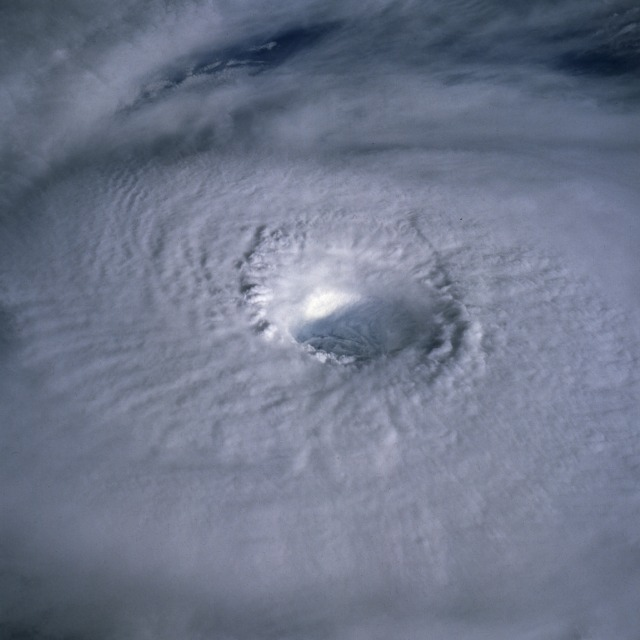
Das Auge von Taifun Odessa, Pazifischer Ozean, August 1985

StrömungWenn eine großflächige, konvektionsauslösende Strömung, beispielsweise eine Easterly Wave oder ein außertropisches Tiefdruckgebiet über ausreichend warmem Wasser auf ausreichend feuchte Luftmassen und auf günstige Scherungsbedingungen trifft, kann ein selbsterhaltender Vorgang ausgelöst werden.
KonvektionDie durch das Auskondensieren frei werdende Kondensationsenthalpie führt dazu, dass die aufsteigende Luft zusätzlich beschleunigt wird. Dadurch entsteht an der Wasseroberfläche ein Unterdruck, also ein Tief. Die von unten nachströmenden Luftmassen erfüllen dieselben Kriterien und werden ebenfalls beschleunigt. Dadurch wird der Kettenprozess aber alleine noch nicht ausgelöst, sonst würden auch in unseren Breiten aus großen Gewittern tropische Wirbelstürme entstehen.
RotationBedingt durch die Corioliskraft, fangen die von allen Seiten auf das durch Tiefdruck geprägte Konvektionsgebiet zuströmenden Luftmassen (Low Level Inflow) an, auf der relativ reibungsfreien Wasseroberfläche um ein Rotationszentrum herum zu zirkulieren: Es entsteht ein LLCC (Low Level Circulation Centre). Diese Zirkulation organisiert und unterstützt die Konvektion zusätzlich; durch die Rotation kann noch mehr Luft aufsteigen. Außerdem verhindert sie, dass die nachströmenden Luftmassen den Unterdruck im Zentrum ausgleichen. Die Rotation unterstützt so die Selbsterhaltung des Tiefdrucks im Rotationszentrum. Je schneller sich der Wirbelsturm dreht, desto mehr warme, feuchte Luft wird zum Auskondensieren gebracht. Wenn die Luft genug Feuchtigkeit abgegeben hat, steigt sie nicht weiter auf und bewegt sich in der Höhe seitwärts vom Rotationszentrum weg (High Level Outflow).
IntensivierungDas entstandene System intensiviert sich nun immer weiter, solange die Bedingungen es zulassen. Sind die Entwicklungsbedingungen optimal, intensiviert sich dieses System bis zu einer bestimmten Obergrenze. Unter anderem verhindert die Oberflächenreibung ihre Überschreitung, da sie eine bremsende Wirkung hat. Den Rekord hält der Taifun Tip (Nordwestpazifik, 1979) mit 870 Hektopascal Kerndruck und 2200 km Durchmesser. Durchschnittlich erreichen tropische Wirbelstürme einen Durchmesser von 500 bis 700 km. Damit sind sie deutlich kleiner als außertropische Tiefdrucksysteme.
AugeDreht sich der tropische Wirbelsturm schnell genug, verhindern die Fliehkräfte und die Corioliskraft, dass die einströmende Luft das Zentrum erreicht. Stattdessen steigt sie auf und bildet dabei hochreichende Quellwolken, den Eyewall. Der Unterdruck im Zentrum kann also nur von absinkender Luft aus höheren Schichten ausgeglichen werden, die dabei immer wärmer und trockener wird. Dadurch entsteht das wolkenfreie, fast windstille Auge um das Rotationszentrum. Die höchsten Windgeschwindigkeiten erreicht der tropische Wirbelsturm in diesem Bereich. Da der Sturm noch eine zusätzliche Eigenbewegung aufweist, die zur Rotationsgeschwindigkeit addiert wird, liegt das Hauptwindfeld immer auf der Seite, auf der die Rotation und die Eigenbewegung in dieselbe Richtung zeigen. Beispiel: Zieht ein Zyklon mit einer Rotationsgeschwindigkeit von 200 km/h auf der nördlichen Hemisphäre gegen den Uhrzeigersinn drehend mit einer Eigengeschwindigkeit von 30 km/h nach Norden, so ergibt sich eine totale Geschwindigkeit von 230 km/h an der östlichen Eyewall. Auf der westlichen Seite wird hingegen nur 170 km/h erreicht, da hier die Eigenbewegung der Rotationsbewegung entgegenwirkt.
AbschwächungTropische Wirbelstürme bewegen sich unterschiedlich schnell fort: In niederen Breiten mit 8 bis 32 km/h, in höheren Breiten mit bis zu 80 km/h. Auf beiden Erdhalbkugeln ziehen die Zyklonen zuerst meist in westliche Richtung und kehren dann parabelförmig nach Osten um. Auf der Nordhalbkugel in der Regel folgendermaßen: W NW N NO. Dabei verlassen sie irgendwann den Bereich günstiger Bedingungen und schwächen sich ab; entweder durch Landkontakt, zu kaltes Wasser, trockene Luftmassen oder zu hoher Scherung. Den Rekord an Langlebigkeit hält der tropische Wirbelsturm John, der 1994 31 Tage lang über den Pazifik fegte. Wenn tropische Wirbelstürme die Frontalzone der mittleren Breiten erreichen, können sie sich in ein außertropisches Tiefdrucksystem umwandeln (Extratropischer Übergang).

## Gefahren
Tropische Wirbelstürme zählen zu den Naturereignissen, die sich zu Naturgefahren ausweiten können, wenn Menschen, Natur und Sachwerte bedroht werden. Tritt ein Schadensereignis tatsächlich ein, wird aus dem Naturereignis eine Naturkatastrophe. Die Wirkungen von Wind und Regen können schwere Zerstörungen hervorrufen. Zum ersten durch die mechanische Gewalt des Windes selbst, zum zweiten durch die sehr starken anhaltenden Niederschläge und zum dritten durch Sturmfluten. Dabei wütet ein tropischer Wirbelsturm aufgrund seiner großen räumlichen Ausdehnung an einem Ort oft über Stunden. Im Folgenden werden die unterschiedlichen Bedrohungen, die von tropischen Wirbelstürme ausgehen, näher erläutert:
WindFortwährende hohe Windgeschwindigkeiten, bis über 250 km/h, in Böen sogar über 350 km/h, sind nahe dem Auge möglich. Dieser starke Wind gefährdet vor allem die Schifffahrt auf den Meeresgebieten und kann an Land durch die Windkraft direkt oder durch Hochschleudern und Verfrachten von Gegenständen indirekt selbst massiv gebaute Gebäude und Fahrzeuge oder Bäume beschädigen. Der Wind schwächt sich rasch ab, wenn der tropische Wirbelsturm auf Land übertritt, weil er von seiner Energiequelle (Kondensationsenthalpie, s. o.) abgeschnitten wird und zudem die erhöhte Reibung der Landoberfläche den Sturm abschwächt.
SturmflutEin tropischer Wirbelsturm schiebt einen Flutberg vor sich her. Dieser ist auf der Nordhalbkugel, auf der sich Tiefdruckgebiete gegen den Uhrzeigersinn drehen, besonders in jenen Quadranten ausgeprägt, die sich rechts seiner Zugbahn befinden. Auf der Südhalbkugel liegen aufgrund der Drehung im Uhrzeigersinn die besonders gefährdeten Bereiche links der Zugbahn. In diesen Bereichen addieren sich die Vektoren der Zugrichtung und der umlaufenden Winde des Sturmes. Beim Erreichen des Festlandes ist daher in diesen Quadranten mit den schwersten Überflutungen zu rechnen. Durch die hohen Windgeschwindigkeiten kann es zu auflaufender Flut von bis über 10 m über dem normalen Hochwasser kommen. Dies kann zu weitläufigen Überflutungen führen.
NiederschlagDurch die kontinuierliche Verdunstung von warmem Oberflächenwasser und Kondensation im Wolkensystem befinden sich große Wassermengen im Sturmsystem, sodass die durch einen tropischen Wirbelsturm hervorgerufenen Niederschlagsmengen über 500 mm (das sind 500 Liter pro Quadratmeter) erreichen können. Diese enormen Niederschlagsmengen machen über dem Ozean keine Probleme, lösen aber an Land häufig Überschwemmungen aus und können auch zu Erdrutschen führen.
WellenÜber 20 m hohe Wellen gefährden die Schifffahrt sowie Küsten und Inseln und ihre Bewohner. Sie führen oft zur Küstenerosion.
TornadosDiese kleinräumigen Luftwirbel sind eine häufige Begleiterscheinung von tropischen Wirbelstürmen. Sie bilden sich in den Gewittern, die den tropischen Wirbelsturm umkreisen. Meist handelt es sich dabei um Wasserhosen, es treten aber auch Tornados über Land auf. Auch am Rand des Auges eines starken tropischen Wirbelsturms können sich wegen von oben in das Zentrum einfallender kalter Luftmassen kurzzeitig Tornados bilden, doch ist deren Lebensdauer meist nur auf Sekunden oder Minuten beschränkt; ihr Zerstörungspotential ist dennoch sehr stark.
Die meisten Todesopfer forderte der Zyklon in Ostpakistan 1970 in Bangladesch, damals starben rund 300.000 Menschen. Hurrikan Katrina verursachte hingegen 2005 mit einer Schadenssumme von über 100 Milliarden US-Dollar den größten finanziellen Schaden. Der stärkste Sturm bei Erreichen der Küste war 1969 Hurrikan Camille, der an der US-Golfküste eine Dauerwindgeschwindigkeit von 306 km/h erreichte. Der bisher langlebigste beobachtete tropische Wirbelsturm war Hurrikan John, der 1994 rund 31 Tage über den Pazifik zog. Der in der Ausdehnung größte verzeichnete tropische Wirbelsturm war 1979 Taifun Tip mit einem Durchmesser von 2.200 km.

## Globale Erwärmung
Tropische Wirbelstürme beziehen ihre Energie aus warmem Oberflächenwasser der Meere. Bei der in den letzten Jahrzehnten beobachteten leichten Erwärmung der Oberflächentemperatur steht deshalb im Prinzip mehr Energie zur Verdunstung von Wasser zur Verfügung, die Wirbelstürme intensiver und gefährlicher machen kann.
Der IPCC hielt in seinem 2021 erschienenen Sechsten Sachstandsbericht fest, dass der globale Anteil schwerer tropischer Wirbelstürme der Kategorien 3 bis 5 mit einer Wahrscheinlichkeit von mehr als 66 % in den vergangenen 4 Jahrzehnten zugenommen hat und dass der Breitengrad, in denen sie im westlichen Nordpazifik ihre maximale Stärke erreichten, mit 90 bis 100 % Wahrscheinlichkeit nach Norden gewandert ist. Diese Veränderungen sind demnach nicht alleine mit natürlicher Variabilität erklärbar. Allerdings gibt es nur geringes Vertrauen bezüglich der Häufigkeit, mit der tropische Wirbelstürme aller Kategorien auftreten. Attributionsstudien und Physik deuten darauf hin, dass der menschengemachte Klimawandel Starkregenereignisse, die mit tropischen Wirbelstürme einhergehen, verstärkt. Für das Erkennen eines klaren Trendes in der Vergangenheit liegen allerdings noch nicht genügend Daten vor. Bei fortschreitender Erwärmung ist gemäß IPCC global ein höherer Anteil von schweren tropischen Wirbelstürme der Kategorien 4 und 5 genauso zu erwarten wie eine Zunahme der maximalen Windgeschwindigkeiten bei den stärksten Wirbelstürmen.